# Nicolas-Noël Boutet
 (décembre 2023).
Si vous disposez d'ouvrages ou d'articles de référence ou si vous connaissez des sites web de qualité traitant du thème abordé ici, merci de compléter l'article en donnant les références utiles à sa vérifiabilité et en les liant à la section « Notes et références ».

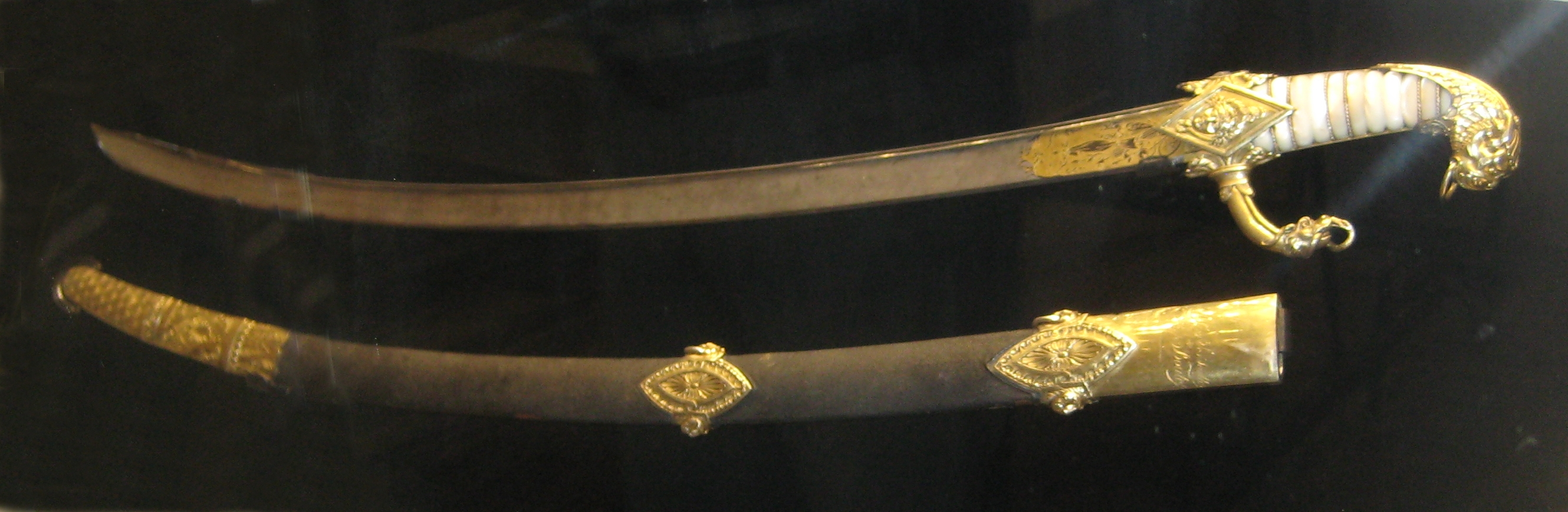
Sabre offert à Napoléon Bonaparte en 1799.

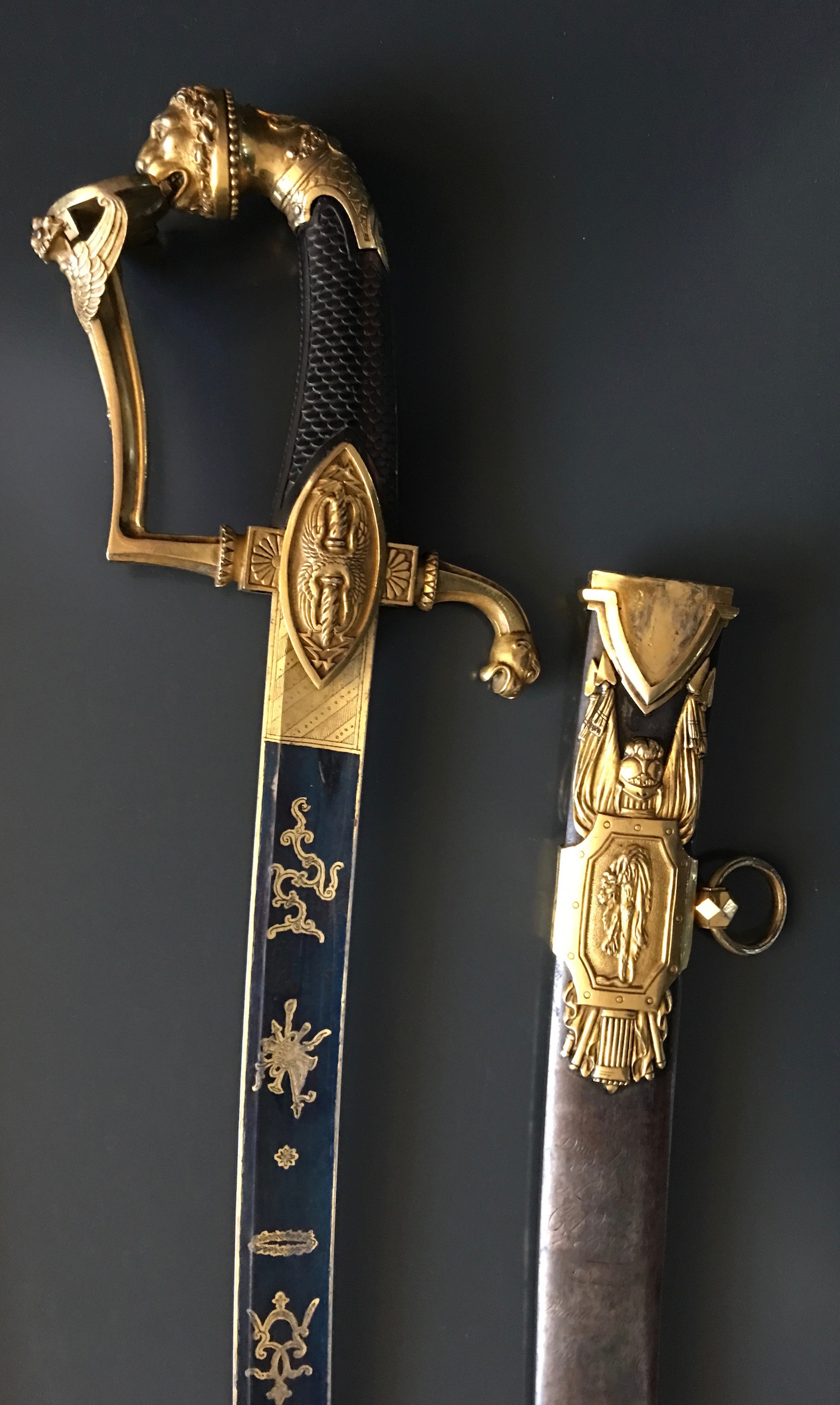
Sabre de la collection boutetparis.com, donné par Napoléon Bonaparte à Antoine Maucune.

Nicolas-Noël Boutet, né le 31 août 1761 et mort en 1833 à Paris, est un armurier français qui a été directeur général des Manufactures d'armes et Ateliers de réparation de France. Il est considéré comme étant le meilleur fabriquant d'armes français qui n'ait jamais existé.

## Biographie
Arquebusier ordinaire du Roy après son mariage avec la fille du sieur Desainte en 1788, il est nommé directeur-artiste de la Manufacture de carabines de Versailles par décret le 23 août 1792.
Le 29 brumaire An VII (19 novembre 1798), le Directoire le nomme directeur général des Manufactures d'armes et Ateliers de réparation de France. Il se consacre à partir du 4 nivôse (24 décembre) uniquement à l'administration de la manufacture de Versailles.

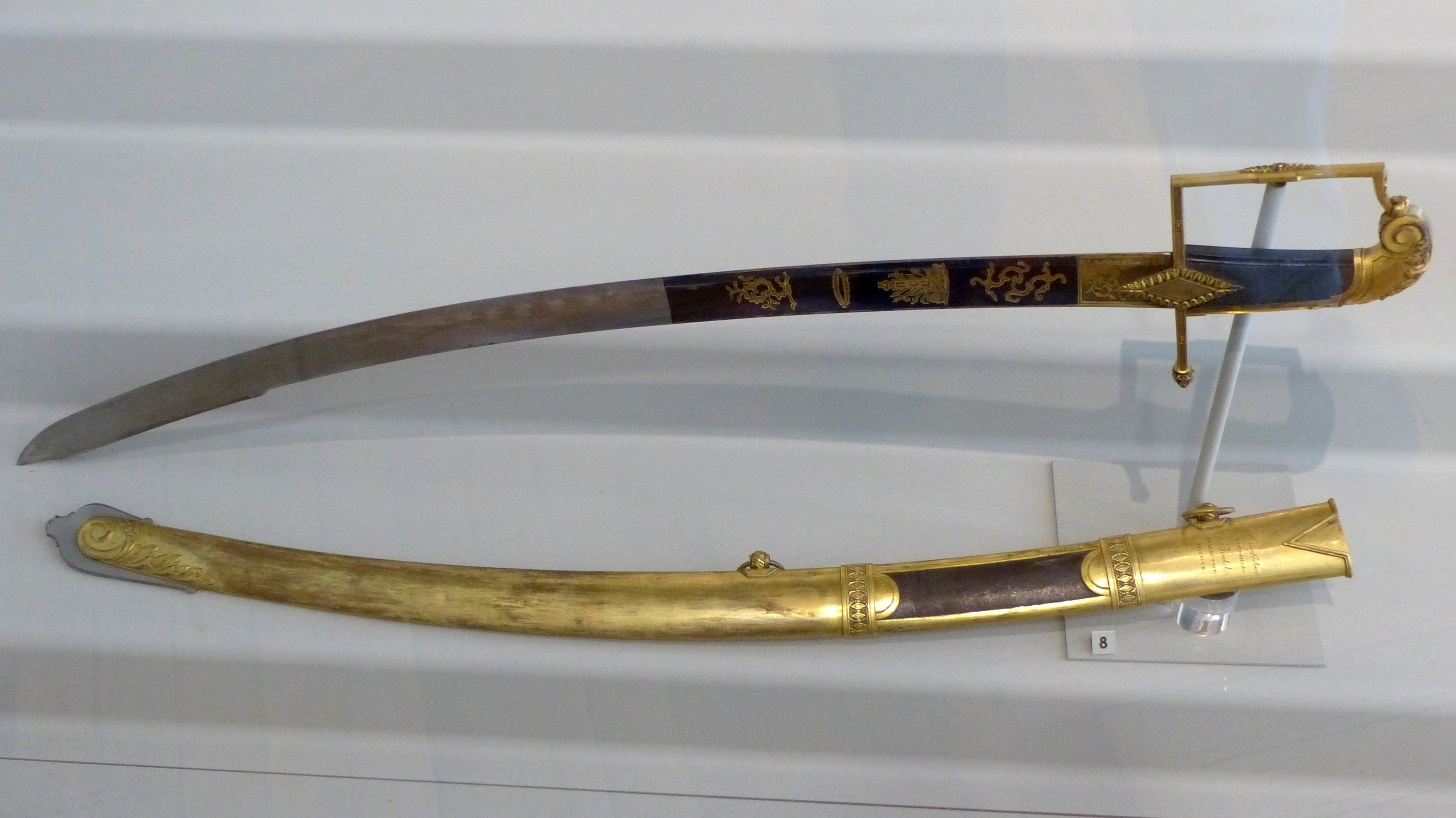
Sabre d'honneur offert par le Directoire au général Rusca, Nice, musée Masséna